# NTT InterCommunication Center
Le NTT InterCommunication Center (ICC) est un musée consacré à l'art numérique situé dans la Tokyo Opera City Tower, dans l'arrondissement de Shinjuku à Tokyo. Il est créé par la NTT à l'occasion du 100e anniversaire de la mise en service du téléphone au Japon, il ouvre ses portes en 1997. En plus des expositions permanentes et temporaires avec des artistes internationaux et japonais, l'ICC organise des ateliers, des spectacles, des colloques, édite des  publications avec pour objectif de faire progresser la communication entre artistes et scientifiques.

## Événements
En juin 1997, l'ICC accueille en résidence le groupe musical Sensorband (Atau Tanaka, Edwin van der Heide et Zbigniew Karkowski) et les vidéastes autrichiens Granular Synthesis (Kurt Hentschläger et Ulf Langheinrich). 
En 1999, du 14 au 17 janvier, l'ICC accueille une série de concerts par des artistes du label autrichien Mego. Parmi les artistes présents: le trio Fennesz / O’Rourke / Rehberg, Pita, General Magic, Fennesz, Farmers Manual, Merzbow, Sachiko M, Otomo Yoshihide, Russel Haswell et Zbigniew Karkowski.

## Adresse
Tokyo Opera City Tower 4F, 3-20-2 Nishishinjuku, Shinjuku, Tokyo 163-1404 Japan

## Source
- (en) Cet article est partiellement ou en totalité issu de l’article de Wikipédia en anglais intitulé « NTT InterCommunication Center » (voir la liste des auteurs).